# Rádio Renascença
 (août 2024).
Si vous disposez d'ouvrages ou d'articles de référence ou si vous connaissez des sites web de qualité traitant du thème abordé ici, merci de compléter l'article en donnant les références utiles à sa vérifiabilité et en les liant à la section « Notes et références ».
Rádio Renascença ou Radio Renaissance est une radio portugaise appartenant à l'Église catholique.

## Histoire
La première émission date de juin 1936 avec un émetteur installé à Lisbonne. Un mois après le début des émissions quotidiennes, l'équipe s'installe dans les locaux de la Rua Capello, encore utilisés aujourd'hui.
Lors de la Révolution de 1974, elle joue un rôle essentiel en informant et en diffusant le message du MFA.
En 1975, la radio est nationalisée, mais, en décembre de la même année, elle retourne dans le giron de l'Église. En 1986, elle commence à émettre deux programmes différents, 24 heures par jour via Rádio Renascença (OM et FM) et RFM (FM). La radio utilise ces deux canaux pour émettre des programmes régionaux depuis des studios situés à Évora, Braga, Lisbonne, Chaves, Porto, Viseu, Leiria et Elvas. Elle est la troisième radio la plus écoutée du pays[réf. nécessaire].
Sa programmation musicale est principalement basée sur la musique des années 1960 à aujourd'hui.
Elle varie du Rock à la Pop en passant par le disco.
Plus récemment, Rádio Renascença a créé MEGA FM, une radio destinée à un public jeune.